# Исабела II
Исабела II е кралица на Испания – първата жена на испанския трон, ако не се броят жените, които са носили короните на Кралство Арагон или Кралство Кастилия преди обединението им в единна Испания. Управлява Испания между 1833 и 1868 г., след което живее в изгнание.

## Биография

### Произход и ранни години
Исабела е родена в Мадрид на 10 октомври 1830 г. Тя е най-възрастната дъщеря на крал Фернандо VII и четвъртата му съпруга Мария-Кристина. Исабела II е обявена за кралица на 29 септември 1833. Тъй като по това време тя е малолетна, от нейно име като регент управлява майка ѝ Мария-Кристина.

#### Борба за престола
Възкачването на Исабела на испанския престол става възможно, след като баща ѝ успява да убеди Кортесите да отменят действието на Салическия закон, който е въведен в Испания от Бурбоните през 18 век, и да възобновят силата на по-стария испански закон, който разрешава короната да бъде наследявана от жени. След смъртта на Фернандо VII правото на Исабела върху испанския престол е оспорено от чичо ѝ, инфант Дон Карлос, граф де Молина, който заявява, че брат му незаконно е изменил реда на унаследяване на испанския престол, за да осигури короната на дъщеря си. Някои от поддръжниците на Дон Карлос, известни като карлистите, стигат до твърдението, че Фернандо е завещал престола на Дон Карлос, но Мария-Кристина е фалшифицирала завещанието, като собственоръчно е подписала покойния си съпруг под декрета, признаващ Исабела за наследница на престола.
Дон Карлос решава да употреби сила, за да отстрани Исабела от престола, което довежда до т.нар. Карлистки войни. Въпреки че Дон Карлос се ползва с подкрепата на Католическата църква и консервативните кръгове в Испания, Исабела успява да запази трона си благодарение на подкрепата на испанската армия и на усилията, които полага енергичната ѝ майка, за да спечели по-широка подкрепа за дъщеря си. Така на страната на малолетната кралица се обявяват Кортесите, либералната и прогресивната аристокрация, които по същото време успяват да въведат Конституция и парламентарно управление на страната, отменят старите религиозни норми, конфискуват имотите на религиозните организации (дори и на Йезуитите) и се опитват да въведат ред в разстроените финанси на страната. След Карлистката война, кралицата-регент Мария-Кристина отстъпва регентското място на Балдомеро Еспартеро, принц Вергара, най-изтъкнатия и най-популярния генерал на Исабела, който обаче остава регент само две години.
През 1843 г. принц Вергара е отстранен чрез държавен преврат начело с генералите О'Донъл и Нарваез, които сформират правителство с ръководител Хоаким Мария Лопес. Новото правителство принуждава Кортесите да обявят официално 13-годишната Исабела за кралица. Три години по-късно и благородниците от Кастилия приемат Исабела за своя кралица.

#### Брак с херцога на Кадис
В периода 1843 – 1846 въпросът за омъжването на Исабела прераства във външнополитически въпрос и дори династична криза, при която се сблъскват интересите на Испания, Франция и Англия. Френският външен министър Гизо настоява женихът на Исабела да е от испанските Бурбони, а на сестра ѝ Луиза Фернанда – от френските Бурбони. Англия в лицето на външния министър Палмерстън обаче отхвърля френското предложение и подкрепя брак с братовчед на принц Алберт, т.е. сродяване с династията Сакс-Кобург-Гота. Англичаните дори се позовават на Утрехтския договор, според който не се допускат бракове между френски и испански Бурбони, като тайните им намерения са да усилят британското либерално влияние, като подкрепят прогресистите в Испания, стремящи се да възстановят конституцията от Кадис. Консервативните испански и френски правителства обаче не допускат това и през лятото на 1846 г. Исабела е подложена на натиск от всички страни да приеме предложението на втория си братовчед Франсиско де Асис де Бурбон, херцог на Кадис. В крайна сметка на 10 октомври 1846 г. има две сватби: на Исабела и херцога на Кадис и на Луиза Фернанда за Антоан Орлеански, херцог Монпансие (най-малкият син на крал Луи-Филип). Това възстановява династическата връзка между Испания и Франция.
Бракът на Исабела обаче не е щастлив. Разнася се мълвата, че е малко вероятно баща на някои от децата на управляващата кралица да е съпругът ѝ, който е хомосексуалист. Карлистите дори твърдят, че баща на престолонаследника, бъдещия Алфонсо XII, е капитанът от кралската гвардия Енрике Молто.

### Управление
Кралица Исабела управлява от 1843 до 1868. Управлението ѝ остава в историята като период на дворцови интриги, чужди влияния, конспирации и военни преврати, които довеждат до окончателния край на традиционните дотогава испански партии – партията на Модерадосите, Прогресивната партия и Обединената либерална партия.
Най-важните събития по времето на Исабела II са Испано-Мароканската война от 1859 г., която приключва с изгоден за Испания договор, според който Мароко преотстъпва някои територии на Испания. Този външнополитически успех за испанската корона е един от малкото по време на управлението на кралицата. От 1864 до 1866 Испания води безуспешна война срещу Чили и Перу за безплодните острови Чинча, която поставя началото на Испано-южноамериканските войни и постепенното разпадане на испанската колониална империя. Случаят с кораба Амистад от 1841 г. бележи и обтягането на отношенията между Кралство Испания и Съединените щати. През 1868 г. в Куба и Пуерто Рико избухва революция за независимост от испанската метрополия, което става причина за последвалата Десетгодишна война между Куба и Испанската корона.
При управлението на кралица Исабела II се забелязва известен напредък по разширяването на испанската железопътна инфраструктура, както и частично укрепване на търговията и финансите.
Постоянната безпринципна намеса на Исабела II във вътрешнополитическите борби в Испания я прави изключително непопулярна. Тя открито показва предпочитанията си към реакционния генералитет и консервативните среди и подкрепя католическата църква и религиозните ордени в страната. Кралицата се превръща в оръдие за забогатяване на корумпираните ѝ придворни и фаворитите ѝ, което поддържа лошата слава на кралския двор. През септември 1868 в Испания избухва т.нар. Славна революция, която обединява силите на либерали и републиканци срещу управлението на Исабела II. Начело на революционните войски застават генералите Хуан Прим и Франсиско Серано, които разбиват роялистките войски в битката при Алколеа (27 септември 1868 г.) и принуждават Исабела II и кралското семейство да избягат във Франция.

### Изгнание
Бягството на Исабела II от Испания увеличава съперничеството между Франция и Прусия, тъй като Наполеон III не желае германският принц Леополд Хоенцолерн-Зигмаринген да заеме овакантения испански престол, измествайки френската династия на Бурбоните, която е на власт в Испания от 18 в.
В Париж Исабела II е принудена официално да се отрече от испанския престол и на 25 юни 1870 кралицата абдикира в полза на сина си Алфонсо XII, което открива пътя за реставрацията на Бурбонската династия в Испания. През 1874 г. Алфонсо XII се завръща в Испания и официално заема испанския престол.
Във Франция Исабела се разделя окончателно със съпруга си и остава в Париж дори и след реставрацията на монархията в Испания. На бившата кралица е позволено да прави кратки посещения на сина си в Испания, но не и да се завърне за постоянно в кралството. По време на една от визитите си в Мадрид Исабела започва да интригантства с някои политици от столицата и безапелационно е помолена да напусне страната. С изключения на няколко пътувания в чужбина бившата кралица пребивава във френската столица до края на живота си. По време на изгнаничеството си Исабела се сближава със съпруга си, с когото поддържа приятелство до смъртта му през 1902 г. Последните дни на Исабела II са белязани от грижите около семейните проблеми на най-малката ѝ дъщеря.
Исабела II умира на 10 април 1904 г. и е погребана в кралската крипта на двореца Ескориал край Мадрид.

## Семейство
Кралица Исабела ражда на Франсиско де Асизи девет деца, от които само четири достигат средна възраст:
- Фернандо (1850 – 1850)
- Изабела (1851 – 1931)
- Мария-Кристина (1854 – 1854)
- Алфонсо XII (1857 -1885)
- Мария де ла Консепсион (1861 – 1861)
- Мария де Пилар (1861 – 1879)
- Мария де ла Пас (1862 – 1946)
- Еулалия де ла Асиз де ла Пиедад (1864 – 1958)
- Франсиско (1866 – 1866)

## Титулатура
До 1837, когато Испания се превръща в конституционна монархия, Исабела е титулувана с познатата от векове дълга феодална титулатура на испанските крале: Доня Изабела II, по Божия милост кралица на Кастилия, на Леон, на Арагон, на Двете Сицилии, на Йерусалим, на Навара, на Гранада, на Толедо, на Валенсия, на Галисия, на Майорка, на Севиля, на Сардиния, на Кордова, на Корсика, на Мурсия, на Менорка, на Хаен, на Алгарв, на Гибралтар, на Канарските острови, на Източните и на Западните Индии, на островите и земите в Океана; ерцхерцогиня на Австрия; херцогиня на Бургундия, Брабант и Милано; графиня на Хабсбург, Фландрия, Тирол и Барселона; господарка на Биская и Молина, и т.н.
След приемането на конституцията титлата на кралицата е заменена с по-кратък вариант: Доня Исабела, по Божия милост и по конституцията на Испанската монархия кралица на испанците.